# Pere Genové i Soler
Pere Genové i Soler   (Barcelona, 2 de setembre de 1876 - el Masnou, 25 de març de 1921) fou un farmacèutic i químic català.

## Biografia
Fill del farmacèutic Pere Genové i Colomer, natural del Masnou, i de Cecília Soler Forté, de Vilanova i la Geltrú. Acabà el batxillerat a Barcelona el 1891. Es llicencià en farmàcia el 1896. La seva tesi doctoral fou Esterilización germicida en farmacia (1897). Fou farmacèutic i també químic. Es dedicà principalment a la microbiologia i les anàlisis clíniques.
Va col·laborar amb el Centre Escolar Catalanista. Allà presentà el treball Aiguas destiladas y sas alteracions. També va col·laborar en els diversos congresos de metges de llengua catalana i fou redactor de la revista Farmacia Catalana (1907).
Ingressà a la Reial Acadèmia de Medicina de Barcelona el 1906 amb el discurs El radium, el qual fou respost pel metge Eduard Bertran i Rubio. El gener de 1918 va fer el discurs inaugural de la Reial Acadèmia que tingué per títol Isotonismo: su aplicación en terapéutica.
Es casà amb Maria Soler Marije, filla de l'escenògraf Francesc Soler i Rovirosa. Tingué un fill també anomenat Pere Genové i Soler i que també fou farmacèutic.